# USS Woolsey (DD-437)
Эскадренный миноносец «Вулси» (англ. USS Woolsey (DD-437)) — американский эсминец типа Gleaves.
Заложен на верфи Bath Iron Works, Bath Me 9 октября 1939 года. Заводской номер: 182. Спущен 12 февраля 1941 года, вступил в строй 7 мая 1941 года. Выведен в резерв 13 июня 1946 года.
Из состава ВМС США исключён 1 июля 1971 года. Продан 18 сентября 1974 года фирме «Andy Intl, Inc.», Браунсвилл и разобран на слом.